# Glossosomatidae
De Glossosomatidae zijn een familie van schietmotten (Trichoptera). 

## Onderfamilies
- Agapetinae
- Glossosomatinae
- Protoptilinae

## In Nederland waargenomen soorten
- Genus: Agapetus
  - Agapetus fuscipes
  - Agapetus ochripes
- Genus: Glossosoma
  - Glossosoma conforme
  - Glossosoma conformis

## Geslachten
De per januari 2020 geregistreerde soorten van de  behoren tot 23 verschillende geslachten.

Sommige geslachten bestaan slechts uit 1 soort.

De geslachten staan hieronder vermeld met het aantal soorten tussen haakjes.
(Deze lijst is mogelijk niet compleet voor deze familie)
- Agapetus  (202)
- Anagapetus  (5)
- Campsiophora  (3)
- Canoptila  (2)
- Cariboptila  (12)
- Catagapetus  (2)
- Cubanoptila  (10)
- Culoptila  (27)
- Dajella  (1)
- Electragapetus  (7)
- Glossosoma Curtis, 1834 (128)
- Itauara  (4)
- Mastigoptila  (9)
- Matrioptila  (1)

- Merionoptila  (1)
- Mortoniella  (75)
- Nepaloptila  (4)
- Padunia  (16)
- Poeciloptila  (6)
- Protoptila  (95)
- Scotiotrichia  (1)
- Temburongpsyche  (1)
- Tolhuaca  (2)